# Alona Frankel

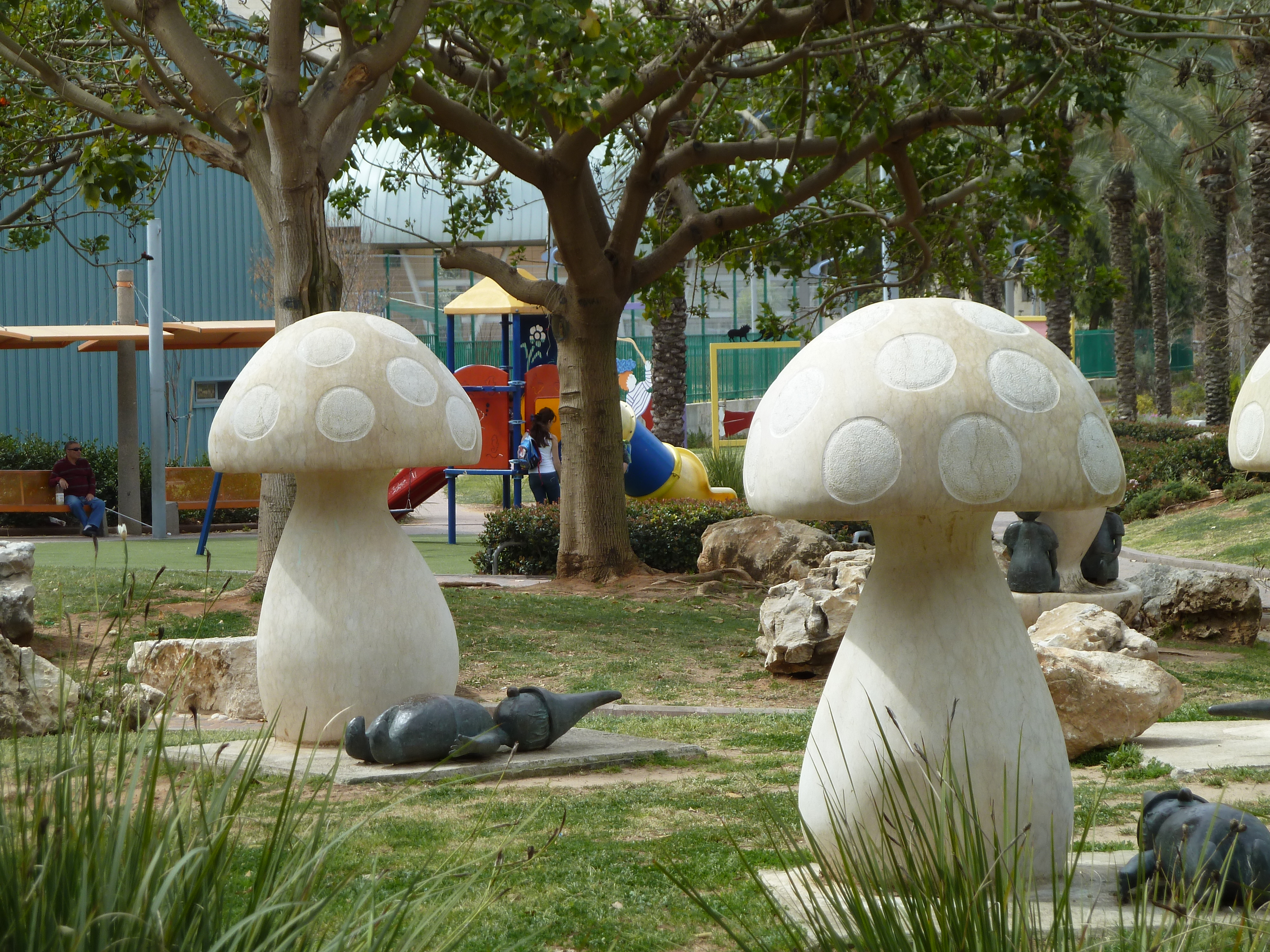
„Krasnale, grzyby i co jeszcze?” – rzeźby Gadiego Freimana, inspirowane książką Alony Frankel; Holon, Izrael.

Alona Frankel, z domu Goldman (hebr. אלונה פרנקל; ur. 27 czerwca 1937 w Krakowie) – izraelska pisarka i ilustratorka książek żydowskiego pochodzenia.

## Życiorys
Urodziła się w Krakowie w zasymilowanej, niereligijnej rodzinie żydowskiej. Jej ojciec pochodził z Bochni. Podczas II wojny światowej uciekła z rodziną do Lwowa, gdzie po wkroczeniu w 1941 wojsk niemieckich przebywała w tamtejszym getcie, następnie w ukryciu na wsi i w kryjówce we Lwowie. Po zakończeniu wojny wraz z rodzicami zamieszkała ponownie w Krakowie. Wobec narastających antysemickich gróźb wobec jej ojca, w 1949 zdecydowali się na emigrację do Izraela.
Alona Frankel w ciągu swojego życia miała cztery imiona. W Krakowie nazywała się Ilona, podczas wojny – Irena, w szkole w Tel Awiwie Ilana, w izraelskim wojsku omyłkowo została zarejestrowana jako Alona.

## Twórczość
Alona Frankel zilustrowała łącznie 36 książek, z których dwie „Nocnik nad nocnikami” (2014) oraz „Dziewczynka” (2007) ukazały się w Polsce. W „Dziewczynce” autorka opisuje swoje przeżycia z wojny oraz losy przed emigracją do Izraela. Za tę powieść pisarka w 2005 otrzymała najważniejsze izraelskie wyróżnienie literackie Nagrodę Sapira i przyznawaną przez Jad Waszem Nagrodę Buchmana.